# Персонажі Monster High
У світі Школи монстрів багато персонажів з різними характерами, звичками, походженням та зовнішнім виглядом.

## Основні персонажі
- Френкі Штейн (англ. Frankie Stein) — дочка Чудовиська Франкенштейна. Вік персонажу складається з кількості днів, що впливає на її настрій та вдачу. Френкі Штейн не має досвіду спілкування, тому незручно почувається в компанії, незважаючи на свою ґречність та дружелюбність. Характерна особливість — те, що частини зшитого тіла Френкі часі від часу розлітаються на всі боки; також вона може керувати ними, навіть якщо це сталося. Крім того, вона може викликати електричні розряди, торкаючись речей. Дівчина Джексона та Холта. Її домашній улюбленець — цуцик Ватзит (англ. Watzit), або Безіменний. Френкі має довге чорно-біле волосся та різнокольорові очі, зелене і блакитне, бліду зелену шкіру. У спешіалі «Втеча з Узбережжя Черепу» Френкі — невідомий учений, що загинув на острові.
- Дракулаура (англ. Draculaura) — дочка графа Дракули, якій виповнилося 1600 років. Дракулаура не схожа на батька: будучи переконаною вегетаріанкою, вона не п'є кров і навіть боїться її. Проте, як усі вампіри, вона не відбивається у дзеркалі і не переносить сонця, через що змушена користуватися парасолькою та захисним кремом для шкіри. Дракулаура має світло-бузкові очі, чорне волосся з рожевими локонами та родимку у вигляді сердечка. ЇЇ стиль одягу — готична лоліта. Домашній улюбленець — кажан на ім'я Граф Неймовірний (англ. Count Fabulous); у Другому поколінні — павук Веббі (англ. Webby).
- Клодін Вульф (англ. Clawdeen Wolf, від claw — кіготь та wolf — вовк) — дочка Перевертня. Приголомшлива 15-річна красуня, що обожнює моду і завжди стильно одягається, мріє створити власну імперію моди. Найкраща подруга Дракулаури. Улюблений колір — золотавий. Клодін має коричневе волосся та жовті очі. Домашня тварина — кошеня Крессет (Crescent).
- Лагуна Блю (англ. Lagoona Blue, від blue — блакитний) — дочка Морського монстра. 15-літня учениця, яка приїхала за програмою обміну зі школи «Виворіт» (у Третьому поколінні стала латиноамериканкою). Має австралійський акцент (у американському оригіналі мультфільму) та демонструє особливості поведінки і характеру, які жителі США вважають суто «австралійськими». Лагуна відкрита для спілкування, добра спортсменка. Любить все, що пов'язане з водою, а також переймається захистом навколишнього середовища. Має світле волосся з блакитними пасмами, зелені очі. Дівчина Ґіла Веббера. Домашня тваринка — піранья Нептуна (Neptuna).
- Клео де Ніл (англ. Cleo de Nile) — дочка Мумії (Рамзеса де Ніла), владна та егоїстична модниця. Має чорне волосся з золотавими локонами, блакитно-зелені очі та алмаз на обличчі. Улюбленець Клео — кобра Гізетт (Hissette). Клео де Ніл є 5842-річною принцесою Єгипту. Найкраща подруга — Гулія Єлпс, послугами якої вона не соромиться користуватися. Конкурентка Торалей Страйп. Клео — найпопулярніша дівчина Школи монстрів, уважає себе королевою школи. Капітан команди зі «Страхлідинга». Має старшу сестру Неферу де Ніл, подружка Д'юса Горгона.
- Гулія Єлпс (англ. Ghoulia Yelps, від ghoul — вурдалак та yelp — зойкати) — дочка Зомбі, яка користується виключно «зомбі-мовою», тобто лише стогне та мукає. При цьому Гулія є найкращою ученицею школи, володіє надзвичайним інтелектом. Разом з тим вона тиха та сором'язлива монстр-дівчина. Має блакитне волосся, носить окуляри. Домашній улюбленець — сова Сер УхУхЛот (англ. Sir Hoots A Lot). Закохана у Слоу Мо.
- Д'юс Горгон (англ. Deuce Gorgon, від deuce — два, нічия) — син Медузи Горгони. Капітан шкільної команди з «каскетболу». Захоплюється скейтбордингом, любить куховарити. Д'юс дуже дружелюбний монстр, який має багато друзів і товаришів. Хлопець Клео де Ніл. У Горгона замість волосся зелені змії на голові, татуювання на руці, він носить темні окуляри. Домашня тварина — двохвостий пацюк Персей (до цього мав дракона на ім'я Смокі, але якось випадково перетворив його на кам'яну статую).

## Вампіри
- Валентин (англ. Valentine) — перше кохання Дракулаури, мисливець за серцями (буквально). Його основне заняття — наповнювати серця дівчат любов'ю, щоб потім розбити їх та забрати собі. Його завжди супроводжують три хмари, що співають. Живе з матір'ю, яка постійно намагається його контролювати. З'являється у фільмі «Чому монстри закохуються?».
- Горі Фангтел (англ. Gory Fangtel, від gory — похмурий та fang — ікло) — чорнява дівчина-вампір із зачіскою боб-каре та ліловими очима, носить окуляри. Одна з популярних «крутих дівчат», що зневажають тих, хто не належить до їх компанії.
- Брем Дівайн (англ. Bram Devein, від імені автора роману про Дракулу Брема Стокера та vein — вена) — хлопець Горі, блондин із одним червоним пасмом спереду. Спершу ненавидів перевертнів через «расові стереотипи», але потім змінив свою позицію.
- Еліссабет (англ. Elissabat, від bat — кажан) — подруга дитинства Дракулаури. На даний момент — кінозірка під псевдонімом «Вероніка фон Вамп». Насправді є королевою вампірів, але відмовилася від цього титулу, «щоб не стати маріонеткою». Має чорне волосся та темні очі, носить окуляри.
- Бетсі Кларо (англ. Batsy Claro) — донька білого кажана-вампіра, студентка за обміном з Коста-Рики. До того, як потрапити до Школи Монстрів, працювала екскурсоводом та проводила тури у її рідних джунглях. Сильно переймається захистом навколишнього середовища та зробить все, щоб завадити забрудненню природи, особливо якщо воно трапляється на її очах. За характером різка та навіть трохи дикувата, часто робить поспішні висновки, але у душі добра. Має ряд здібностей, пов'язаних із природою: вміє використовувати ехолокацію, спілкуватися з тваринами, чути звуки на великій відстані, а також літати. Крім цього, володіє широкими біологічними знаннями та вміє створювати різноманітні суміші (наприклад, засіб від комах) з природних компонентів. Дружить із Венерою Макфлайтрап та Джейн Буліттл. Бетсі має платинового кольору волосся із світло-зеленими пасмами, блідо-рожеву шкіру, карі очі та великі білі крила кажана.

## Перевертні
- Клод Вульф (англ. Clawd Wolf) — 18-річний старший брат Клодін. Один з найкращих спортсменів школи. Його найкращі друзі — Хіт Бернс, Менні Тавр та Д'юс Горгон; хлопець Дракулаури. За характером — різкий та радикальний, але в той же час не позбавлений слабких місць: наприклад, запросто може повести себе як вовк або собака, навіть якщо до повного місяця ще далеко. Має коротке темне волосся з бакенбардами та золотаві очі. Його улюбленець — бульдог-горгулья Роксіна (Rockseena).
- Хоулін Вульф (англ. Howleen Wolf, від howl — вити та wolf — вовк) — 14-річна молодша сестра Клода та Клодін. Намагається стати популярною, як її родичі, але це не завжди виходить. Відрізняється звичками щеняти: часто жує взуття Клодін та витирає носа об її одяг, а також без дозволу позичає в неї речі. Хоулін називає свій стиль «панк-перевертень», але Клодін зве його «вона одягалася у темряві» (через те, що Хоулін зазвичай вдягнена у що попало). В неї кучеряве руде волосся (іноді — розпущене рожеве) та золотаві очі. Її найкраща подруга — Твіла, а домашня тваринка — їжак Кушн (Cushion).
- Клодія Вульф (англ. Clawdia Wolf) — 21-річна старша сестра Клода, Клодін та Хоулін. Живе у Великій Британії, де навчається у літературному коледжі, а також займається письменництвом. Спокійна, розумна та розважлива, завжди намагається діяти логічно. В неї довге гірчично-жовте волосся та золотаві очі, носить круглі окуляри.

## Зомбі
- Слоумен «Слоу Мо» Морович (англ. Slowman "Slow Moe" Morovich, від slow motion — сповільнений темп відео) — 15-річний зомбі. Як більшість представників свого виду, надзвичайно неповороткий та повільний, а його «мова» складається зі стогонів (за іншою версією, зомбі просто говорять настільки повільно, що це більше схоже на стогін). Час від часу допомагає головним персонажам у складних ситуаціях (як не дивно, йому це вдається не так і погано). Йому симпатизує Гулія Єлпс.
- Моніка ДіКей (англ. Moanica D'Kay, від moan — стогнати та decay — руйнування) — персонаж Другого покоління. На відміну від інших зомбі, вміє спілкуватися звичайною мовою та пересувається не повільніше за інших монстрів. З презирством ставиться до людей («нормалів») і вважає, що монстри повинні домінувати над ними. Керує цілою армією хлопців-зомбі (у буквальному значенні слова безмозких). Моніка має сіру шкіру, світло-фіолетове волосся із неоново-зеленими пасмами та блакитні очі, що світяться у темряві.

## Кішки-перевертні
- Торалей Страйп (англ. Toralei Stripe, від stripe — смуга) — донька кішки-перевертня. Увесь час намагається комусь напакостити, особливо якщо це стосується Клео де Ніл (хоча, як правило, все складається так, що у дурнях залишається вона сама). Її часто можна побачити у компанії Нявлоді та Пурсефони. Декілька разів їй довелося бути заодно із головними героями (наприклад, коли команда Школи Монстрів весь час програвала, Торалей приєдналася до неї та допомогла нарешті перемогти). Не вміє співати та має жахливий голос («ніби котяче виття весною»). Має коротке жовто-руде волосся із чорними «тигровими» смугами, зелені очі та «котячі» риси обличчя. Домашня тваринка — саблезубе тигреня Світ Фенг (Sweet Fang).
- Нявлоді та Пурсефона (англ. Meowlody and Purrsephone, від meow — нявкати, melody — мелодія, purr — мурчати) — близнючки, кішки-перевертні та найкращі подруги Торалей Страйп, але не завжди з нею в усьому погоджуються. Вкриті темно-сірим хутром, зовні дуже схожі одна на іншу, але у Нявлоді волосся біле із смугастим пасмом справа, а у Пурсефони — чорне із смугастим пасмом зліва. Не говорять, тільки шиплять та нявчать (у фільмі «Великий Кошмарний Риф» виявляється, що Торалей «не дає їм розмовляти»). За характером досить різні: Нявлоді більш вольова та «сильна», тоді як Пурсефона сором'язливіша та м'якша.
- Катрін ДеНяв (англ. Catrine DeMew, від cat — кішка та mew — нявчати) — кішка-перевертень родом з Франції. Має біле хутро та фіолетове волосся. Талановита художниця, також є перфекціоністкою.
- Кетті Нуар (англ. Catty Noir, від cat — кішка та noir — чорний) — 16-річна співачка, що втомилася бути знаменитою та записалася до Школи Монстрів, щоб стати звичайною дівчиною. Вкрита чорним хутром, має пишне рожеве волосся та рожеві очі. Дуже забобонна: її біжутерія зроблена зі скалок розбитих дзеркал та стилізована під число 13 (щоб перекрити погані прикмети, пов'язані із чорними кішками), а перед кожним концертом вона замовляє одну й ту саму їжу: 7 курячих нагетсів, 5 шматочків яблука та полуничний коктейль (усього 13). Бере участь у зібраннях Клуба Зникнень із Інвізі-Біллі та Твілою.

## Привиди
- Спектра Вондергейст (англ. Spectra Vondergeist, від specter — привид) — донька Привидів, ровесниця Гулії. Веде блог «Примарні плітки», причому дуже часто розуміє речі не так, як вони є насправді, через що нерідко викликає скандали. Вміє літати та проходити крізь стіни. Носить прикраси у вигляді ланцюгів та куль (через стереотип про те, що привиди «гримлять ланцюгами»). Має фіолетове волосся та блакитні очі, є напівпрозорою, як всі привиди. Її улюбленець — тхір Руен (Ruen).
- Оперетта (англ. Operetta) — дочка Привида Опери. Не схожа на інших привидів тим, що є «тілесною». Має руде волосся з чорними локонами, носить маску у вигляді музичної ноти на лівому оці. Індивідуалістка, не любить командних заходів, також дуже цілеспрямована. Талановита музика та композитор, але її голос краще слухати у записі (через те, що «вживу» вона здатна рознести ним що завгодно). Її студія звукозапису знаходиться у катакомбах під школою. Її домашня тваринка — павук Мемфіс «Дедді-о» Лонглегс (Memphis «Daddy-o» Longlegs).
- Джонні Спіріт (англ. Johnny Spirit, від spirit — дух) — друг Оперетти, також музика. Раніше був її суперником, доки не виявилося, що вони чудово співпрацюють у дуеті.
- Скара Скрімс (англ. Scarah Screams, від scare — лякати та scream — крик) — донька Банші. Її стиль — 1950-і роки; має зеленувато-чорне волосся до лопаток та білі очі без зіниць. Її основна особливість — телепатичні здібності: може читати думки та передавати їх на відстань, а також «зчитувати» інформацію з інших. Скара не дуже любить спілкуватися з іншими, тому що її майже неможливо здивувати. Дівчина Інвізі-Біллі.
- Рівер Стікс (англ. River Styxx, буквально «річка Стікс») — донька Смерті з косою. Незважаючи на своє походження, дуже весела та оптимістична, обожнює вечірки. Часто пританцьовує, зойкає, сміється; дуже любить страшні історії. Її стиль — «пастельно-готичний»; постійно носить із собою посох, за допомогою якого керує човном свого батька. Домашня тваринка — ворон Кошн (Cawtion). Відвідує Школу Привидів.
- Вандала Дублонс (англ. Vandala Doubloons) — дочка привида-пірата. Спершу боялася не-привидів, але швидко до них звикла. Особливості її характеру — використання піратського сленгу, крикливість та бажання заразити усіх «піратським духом». Має довге зеленувато-блакитне волосся та оранжеві очі, а одна нога в неї дерев'яна. Капітан корабля «Солоний Фантом», команда якого складається зі скелетів. Її улюбленець — каракатиця Ай (Aye).
- Портер Гайсс (англ. Porter Geiss) — син Полтергейста, що обожнює граффіті та взагалі є непокірним «поганим хлопцем», який, тим не менш, здатен на хитрощі та благородні вчинки. Симпатизує Спектрі. Має зелене волосся та блакитні очі, а його одяг постійно заляпаний фарбою.
- Кійомі Хонтерлі (англ. Kiyomi Haunterly, від haunt — населяти привидами та яп. 清見 — кійомі, цитрусовий фрукт, гібрид японського мандарина та апельсина) — донька Привида без обличчя (персонаж японської міфології). Давня подруга Спектри. Спершу була «найсором'язливішою примарою у Школі Привидів», але, подивившись на життя у Школі Монстрів, знайшла у собі сили змінитися. Так як майже не має обличчя (тільки його контури), показує свої емоції тим, що змінює колір, як хамелеон.
- БУ-лу Церон (англ. BOO-lu Cerone) — 14-річна дівчина-привид нелюдського типу (основна відмінність від звичайного вигляду — загострені вуха). За характером — сильна та вольова, не любить тих, хто часто скаржиться; обдарована музика та співачка: грає на барабанах у групі «LemonAID Warriors», а також на клавішних, але зовсім не вміє танцювати. БУ-лу має дуже бліду шкіру, довге темно-руде волосся та карі очі. Домашня тваринка — пес Бандит (Bandit).
- Арі Хонтінгтон (англ. Ari Hauntington) — персонаж Другого покоління, дівчина-привид. Відома у світі людей як співачка Таша (Tash), так як здібна змінювати свій стан з примарного на тілесний. Потрапила у Школу Монстрів після того, як розкрила себе під час концерту, та швидко потоваришувала із багатьма учнями. Арі має хвилясте рожево-фіолетове волосся, блакитну шкіру та рожеві очі; у примарному стані випромінює слабке рожевувате світло.

## Гібриди
- Нейтан Рот (англ. Neightan Rot, від neigh — іржати та rot — гнити) — зомбі-єдиноріг. Виглядає як людина із темно-сірою шкірою, довгим синьо-жовто-червоним волоссям, конячими вухами та хвостом і рогом єдинорога на голові. Дружелюбний та довірливий; його особливості — вміння лікувати рани (здатність єдинорога) та неповороткість (від зомбі): часто падає та вдаряється об все, що можна. Симпатизує Френкі.
- Боніта Фемур (англ. Bonita Femur, від bone — кістка та femur — стегно) — метелик-скелет. Її основна риса характеру — нервовість: вона часто лякається будь-якого шуму, а коли хвилюється, починає жувати власний одяг (як міль). Любить медитувати та купувати речі на блошиних ринках. В неї довге світле волосся із рожевим та чорним пасмами посередині, «скелетні» руки та ноги та величезні рожево-жовто-чорні крила як у метелика; більше літає, ніж ходить.
- Авея Троттер (англ. Avea Trotter, від avian — пташиний та trot — цокати) — гарпія-кентавр. Не вміє тихо розмовляти та часто усіх перебиває; є явним лідером у компанії гібридів. Від гарпії в неї невеликі сірувато-сині пташині крила, а від кентавра — коняча нижня частина тіла та конячі вушка. Вміє літати, але робить це нечасто.
- Сирена фон Бу (англ. Sirena von Boo) — русалка-привид. Є «вільним духом» компанії та часто відволікається, але іноді саме вона пропонує найрозумніші ідеї. Дуже любить плавати (як у воді, так і у повітрі). Має пишне блакитне волосся та блакитні очі, а також чорно-білий риб'ячий хвіст.
- Дракубекка (англ. Dracubecca) — тимчасовий гібрид Дракулаури та Робекки Стім. Від Дракулаури в неї рожева шкіра, родимка-сердечко та «вампірські» штрихи у одязі, а від Робекки — вміння кататися на парових роликах, стиль зачіски та зіниці-шестерні. Основною проблемою в неї було те, що Дракулаура та Робекка були «надто ввічливими», тому Авея Троттер навчила їх бути лідерами по черзі в залежності від ситуації.
- Клодинера (англ. Clawvenus) — тимчасовий гібрид Клодін Вульф та Венери Макфлайтрап. Від Клодін в неї надзвичайно гострий нюх, смаглява шкіра та ікла, а від Венери — здатність посилювати ріст рослин, зелені очі та «рослинні» мотиви. Боніта Фемур за допомогою медитації навчила її справлятися із своїми здібностями.
- Клеолей (англ. Cleolei) — тимчасовий гібрид Клео де Ніл та Торалей Страйп. Від Клео в неї єгипетські узори на одязі, довге волосся та блакитний колір очей, а від Торалей — котячі вушка, вузькі зіниці та хвіст. На відміну від інших тимчасових гібридів, наздвичайних здібностей не має. Клео та Торалей змогли помиритися після імпровізованих психологічних сеансів, які їм влаштовував Нейтан Рот.
- Лагунафайр (англ. Lagoonafire) — тимчасовий гібрид Лагуни Блю та Дзиніфайр Лонг. Від Лагуни в неї блакитна шкіра, біляве волосся та здатність до швидкого плавання, а від Дзиніфайр — хвіст, очі з вузькими зіницями та здатність дихати вогнем. Навчилися чергуванню своїх здібностей після занять плаванням із Сиреною фон Бу.

## Водні монстри
- Гіл Веббер (англ. Gil Webber, від gill — зябра, web — перетинка) — син прісноводного монстра. Учасник збірної з плавання. Хлопець Лагуни Блю, хоча його батьки проти цього (через те, що прісноводні та морські монстри зазвичай не дуже ладять між собою). Носить шолом із водою, так як майже не може дихати повітрям.
- Лорна МакНессі (англ. Lorna McNessie) — донька Лохнесського монстра, учениця за обміном. Обожнює фотографуватись зненацька (саме через це вона й потрапила до Школи Монстрів: її розмазане фото «сколихнуло світ», і довелося «відлучитися»). Весела та товариська, любить жарти. Вкрита світло-зеленою лускою, має яскраво-руде волосся; одягається у шотландському стилі.
- Хані Свомп (англ. Honey Swamp, від honey — мед, swamp — болото) — дочка Болотного монстра. За професією — фотограф та оператор, спеціалізується на підводних зйомках, а також полює за унікальними знімками (наприклад, кораблів-привидів). Має зеленувато-блакитну шкіру, темно-бірюзове волосся у стилі «афро» та жовті очі із вертикальними зіницями. З'являється у фільмі «Страх! Камера! Мотор!».
- Пері та Перл Серпентайн (англ. Peri and Pearl Serpentine, від pearl — перлина, serpent — змія) - доньки Гідри, близнючки. В них одне тіло, але дві голови (виглядають як двоголова русалка). За характером — повні протилежності: Пері наївна та добра, але Перл часто «підминає» її під себе, так як саме Перл є «сильнішою» з них двох. Пері має довге кобальтово-синє волосся з білими пасмами, а Перл - навпаки: біле з синіми пасмами; очі в обох блакитні, а шкіра - біла.
- Кала Мер'рі (англ. Kala Mer'ri, від calamari — кальмар) - донька Кракена. У дитинстві була найкращою подругою Лагуни, але через заздрість до неї (точніше, до того, що в Лагуни велика родина) замкнулася у собі і стала мстивою. Вважає, що ні з ким не зможе потоваришувати через своє походження. Кала має чотири руки, лілового кольору шкіру, сині очі та довге чорне волосся з оранжевими пасмами, а також риб'ячий хвіст, який на кінці переходить у щупальця.
- Поузі Риф (англ. Posea Reef, від sea — море, reef — риф) — морська німфа, дочка Посейдона. Її основний обов'язок — спостереження за морськими створіннями, кожне з яких має квітку-аналог у її саду. Захоплюється ботанікою. Часто користується своєю здатністю говорити громоподібним «божественним» голосом (при цьому її оточує різнокольорове світло); крім цього, має телепатичні здібності та знає все про всіх, а також вміє зменшуватися, збільшуватися, перетворюватись на різних морських тварин та маніпулювати водою. Поузі має світло-блакитну шкіру, зеленувато-сині очі та довге лілове волосся із зеленуватими пасмами; між пальцями рук в неї перетинки, а замість ніг сині щупальця.

## Тваринні монстри
- Еббі Бомінебл (англ. Abbey Bominable, від abominable — гидкий, нестерпний) — шістнадцятирічна дочка Єті, родом з Гімалаїв. Спершу може здатися «холодною» (у буквальному сенсі), але насправді дружелюбна та чуйна, хоч і може іноді сказати щось грубе, не помітивши цього (все через те, що «у їхньому селі не прийнято багато розмовляти»). Має біле волосся із блакитними, ліловими та рожевими пасмами та блакитну шкіру. Здатна заморожувати все, чого торкнеться. Домашня тварина — дитинча мамонта Шивер (англ. Shiver).
- Менні Тавр (англ. Manny Taur) — син Мінотавра. Шкільний здоровило, що не відрізняється гарними манерами та стриманістю; ненавидить червоний колір та завжди кидається на будь-що пофарбоване в нього. При цьому, як не дивно, непоганий товариш. Єдина, кого він боїться — це його сестра Мінні. Хлопець Айріс Клопс.
- Марісоль Коксі (англ. Marisol Coxi) — донька Марікоксі (південноамериканського єті), троюрідна сестра Еббі. Вважає, що недоліки зовнішності та характеру (особливо ті, що не можна виправити) можна перетворити на переваги. Дуже любить народні латиноамериканські ігри та танці. В неї рожеве волосся із зеленими пасмами, а розмір ноги значно більший, ніж у будь-кого іншого (як і ведеться для єті).
- Дзиніфайр Лонг (англ. Jinafire Long, від fire — вогонь, long — довгий) — донька китайських драконів, якій 1500 років. Вкрита золотавою лускою, має тонкий довгий хвіст, довге пряме темно-зелене волосся та зелені очі із вертикальними зіницями; наймолодша у сім'ї — має сім старших братів. Звичайно спокійна та розважлива, але її не варто виводити з себе. Непоганий модельєр. Її особливість — вміння дихати вогнем. Має домашню тваринку — ціліня Циня (Qing).
- Мауседес Кінг (англ. Mouscedes King, від mouse — миша, Mersedes — Мерседес, king — король) — 15-річна донька Мишачого короля. На перший погляд може здатися, що вона — стереотипна багата та зіпсована дівчина, яка звикла отримувати все й одразу, але її характер не позбавлений і світлих рис: готовності допомогти та дружелюбності. Мауседес має сіру шкіру, волосся та очі ніжно-рожевого кольору, а також мишачі вуха та хвіст.
- Луна Мотьюс (англ. Luna Mothews, від moth — міль) — донька Людини-метелика, «готичний метелик», як вона сама себе називає. Обожнює вечірки та все пов'язане з ними; незмінно оптимістична. Мріє стати зіркою Бродвея. В неї є слабке місце: її завжди приваблює яскраве світло. Луна має червоні очі, жовту шкіру, довге чорне волосся із червоними пасмами та великі чорно-червоні крила метелика, як і вусики комахи на голові.
- Вайдона Спайдер (англ. Wydowna Spider, від назви виду отруйних павуків «чорна вдова» — black widow  та spider — павук) — донька Арахни (жінки-павука з грецької міфології). Довгий час перебувала під протекцією директорки Бладгуд та мало спілкувалася з іншими учнями, але згодом потоваришувала із Робеккою, Рошель та Венерою. Її хобі — плетіння мереживного одягу. Вайдона має чорну шкіру, шість рук, шість червоних очей (два виглядають як звичайні людські очі із зіницями, а решта — як павучі) та червоне волосся із чорними пасмами. Її домашня тваринка — муха Шу (Shoo).

## Горгульї
- Рошель Гойл (англ. Rochelle Goyle, від rock — камінь, gargoyle — горгулья) — 415-річна горгулья родом з Парижу, раніше відвідувала школу «Гранітне місто». Розмовляє з акцентом та часто використовує французькі слова. Романтична та цілеспрямована натура; непогана спортсменка. В неї сіра шкіра, рожеве із блакитними пасмами волосся та рожеві очі; її стиль — «іржа та вітражі». Дружить із Опереттою, Робеккою, Венерою та Клодін. Улюбленець Рошель — грифон Ру (Roux).
- Гарретт ДюРок (англ. Garrett DuRoque, від rock — камінь) — модельєр, що живе у Парижі; якийсь час створював моделі одягу для відомої кутюрьє Монателли Гостьє. Здатен вирощувати чорні троянди де завгодно. Кохання Рошель Гойл; постійно відправляє їй романтичні листи. Має зеленувато-блакитне темне волосся, носить окуляри.

## Рослинні монстри
- Венера МакФлайтрап (англ. Venus McFlytrap, від Venus flytrap — венерина мухоловка) — дочка рослинного монстра. Переймається захистом навколишнього середовища; здатна виробляти пилок, під дією якого оточуючі починають робити те, що вона скаже, а також вирощувати рослини (частіше — навіть не знаючи про це). Товариська та чуйна, хоча іноді може бути дещо набридливою. В неї рожево-зелене волосся (права половина голови поголена) та зелені очі, одягається у стилі «еко-панк». Улюбленець Венери — венерина мухоловка Чуліан (Chewlian).
- Аманіта Найтшейд (англ. Amanita Nightshade, від amanita — отруйний гриб, nightshade — паслін) — нащадок Трупної квітки, яка розкривається лише раз у 1300 років. Має пишне фіолетове волосся, зеленувату шкіру, з якої ростуть звивисті пагони, та темно-фіолетові очі. За характером надзвичайно егоїстична та самозакохана, вважає, що має право абсолютно на все; її кредо — «якщо подобається, бери» (від одягу до хлопців). Була сусідкою Клео де Ніл багато років тому. У будь-який момент може знов перетворитися на квітку, але їй доведеться «спати» ще 1300 років, щоб вийти на світло.

## Джинни
- Джіджі Грант (англ. Gigi Grant, від grant — нагородити) — дівчина-джинн із чарівного ліхтаря, якій більше 3000 років. Вперше з'являється у фільмі «13 бажань». Спершу жила «за правилами», тобто не могла впливати на рішення бажаючого та поверталася у ліхтар після виконання останнього, тринадцятого, бажання, але згодом завдяки бажанню Хоулін Вульф залишилася у Школі Монстрів. Але навіть після вивільнення в неї залишилася влада над бажаннями — щоправда, інколи вони виконуються буквально або зовсім не так, як цього хоче бажаючий. Дещо нерішуча, але усіма силами намагається подружитися з усіма і не любить самоти. Джіджі має малинове волосся із оранжевими пасмами, великі блакитні очі і татуювання у вигляді скорпіона на руці та грудях; носить східний одяг. Її домашня тваринка — скорпіон Султан Стінг (Sultan Sting).
- Вісп (англ. Whisp, від whisper — шепотіти) — тінь Джіджі, що ожила завдяки одному з бажань. Спершу була для Джіджі кимось на зразок сестри, але потім почала їй заздрити через те, що її саму ніхто не помічав, і потроху схиляти бажаючих на свій бік, шепочучи їм на вухо поради, вплив яких з кожним бажанням посилювався. Ставала тілесною лише під час повного сонячного затемнення. Зрештою вона виправляється та заміняє Джіджі, ставши повноцінним джинном. Виглядає так само, як Джіджі, але з іншою кольоровою схемою (синє волосся та одяг іншого кольору).

## Роботи
- Робекка Стім (англ. Robecca Steam, від robot — робот, steam — пара) — паровий робот, зроблений Гексикаєм Стімом, що жив двісті років тому (на даний момент їй 115 років). Виглядає як зроблена з міді дівчина із хвилястим чорно-синім волоссям та бронзово-карими очима із зіницями у вигляди шестірень. Добра, впевнена у собі та співчутлива; зірка Кістоломного Роликового Кросу. Може дуже швидко пересуватися та виконувати трюки за допомогою реактивних чобіт. Дещо старомодна — не визнає сучасних технологій та користується «старими, але надійними» засобами (наприклад, друкарською машинкою). Домашня тваринка — пінгвін-робот Капітан Пенні (Captain Penny).
- Ель Іді (англ. Elle Eedee — це прочитана по літерах абревіатура LED — Light Emitting Diode (діод, що випромінює світло)) — дівчина-робот з Нью-Йорку. Працює ді-джеєм та пише музику, але іноді в неї виникають з цим труднощі, оскільки в неї не вистачає «модуля крутості»: в основному це приводить до того, що вона не може довго рухатися. Чудово розбирається в техніці. За характером дещо замкнута: їй краще побути на самоті та «попорпатися у техніці», ніж зайвий раз вийти у світ. Ель зроблена з білого металу, має довге чорне волосся із блакитними та фіолетовими пасмами та фіолетові очі.

## Мумії
- Нефера де Ніл (англ. Nefera de Nile) — донька Мумії (Рамзеса де Ніла), старша сестра Клео де Ніл (різниця у віці — 3 роки). За характером — справжнє «породження пекла», за виразом Клео: надзвичайно пихата та владна, готова на все заради перемоги та ніколи не упустить можливості нашкодити сестрі. Була найпопулярнішою під час навчання у школі. В неї довге бірюзове волосся із пістрявими локонами, бузкові очі та рубін на обличчі. Домашня тваринка — жук-скарабей Азура (Azura).
- Сет «Фараон» Птолемей (англ. Seth 'Pharaoh' Ptolemy) — нащадок царського роду Птолемеїв, «принц Нью-Йорка». Веде подвійне життя: на людях носить золоту маску (дуже схожу на маску Тутанхамона) та поводиться як зразковий наступник престолу, а на вулицях виступає як репер під псевдонімом «Фараон». Вважає, що, «знайшовши свій голос» (призначення), не варто від нього відмовлятися. Часто пересувається дахами, щоб його не бачили. Сет має темне волосся, що стирчить догори, блакитні очі та смагляву шкіру.

## Інші
- Хіт Бернс (англ. Heath Burns, від heat — жар, burn — горіти) — син вогняного елементала. Має жовту шкіру, червоні очі та руде волосся, що спалахує, коли він чимось захоплений. Вважає себе «крутим», але насправді часто виставляє себе на посміховисько. Не вважає, що відсутність планування — це погано. Хлопець Еббі Бомінебл, двоюрідний брат Джексона.
- Джексон Джекілл та Хольт Хайд (англ. Jackson Jekyll and Holt Hyde) — монстр із роздвоєнням особистості. Джексон, на відміну від його товаришів — людина, і розуміння цього факту робить його дещо замкнутим, але також він дуже розумний та відрізняється непоганими спортивними даними, а ще своєрідним почуттям гумору. Завжди може дати пораду. Має темне волосся із світлими кінчиками та блакитні очі, носить окуляри. Але варто йому почути голосну музику, як він одразу перетвориться на Хольта — «суперприкольного, але безвідповідального» хлопця із запальним характером. Хольт часто виступає у ролі діджея на вечірках, а ще зовсім не вміє тихо розмовляти. Має руде волосся, синю шкіру та червоні очі (більше схожий на вогняного елементала, ніж на людину). Цікавий факт: до певного часу ані Джексон, ані Хольт не знали про свою особливість (обидва вважали, що страждають провалами у пам'яті), доки Френкі не знайшла спосіб познайомити їх за допомогою відео. Єдині спільні риси у їхній зовнішності — пірсинг лівої брови та татуювання (символ «інь-ян») між лопаток. Їхня домашня тваринка — хамелеон Кроссфейд (Crossfade).
- Твіла (англ. Twyla, від twilight — сутінки) — донька Бугімена. За характером — тиха, скромна дівчина, яка вважає, що «монстри можуть бути щасливими такими, які вони є». Найкраща подруга Хоулін Вульф. Має містичний зв'язок з тінями: часто несподівано з'являється з них, а також відчуває, якщо щось іде не так («ніби щось у них вселилося»). В неї м'ятно-зелене довге волосся із блакитними локонами та світло-блакитні очі. Домашня тваринка — кролик Дастін (Dustin).
- Інвізі-Біллі (англ. Invisi Billy, від invisible — невидимий) — син Людини-невидимки. Може робитися невидимим і навпаки, коли захоче. Любить жартувати над іншими, користуючись своєю здатністю, але не відмовиться і допомогти без відома інших. Хлопець Скари Скрімс.
- Скеліта Калаверас (англ. Skelita Calaveras, від ісп. calavera — череп) — донька скелетів, родом з Мексики. Дуже близька зі своєю родиною, а її головна цінність — намисто, яке дісталося їй від бабусі. Талановитий модельєр; її стиль — народні мексиканські мотиви. Має довге чорне волосся із оранжевими локонами та оранжеві очі. Домашня тваринка — метелик Наті (Nati).
- Худьюд Вуду (англ. Hoodude Voodoo, від hood — капюшон, dude — хлопець) — жива лялька вуду, створена Френкі Штейн. Виглядає як зшитий зі шматків тканини хлопець із блакитними короткими дредами та очима-ґудзиками (рожевим та блакитним), з частин тіла якого стирчать величезні шпильки. За характером — простодушний та миролюбний, хоч і рідкісний незграба; володіє магією вуду, яку не вміє контролювати (наприклад, може ненавмисно причинити біль комусь на відстані, якщо поправить одну зі своїх шпильок).
- Айріс Клопс (англ. Iris Clops, від iris — зіниця, cyclops — циклоп) — донька Циклопа, дівчина Менні Тавра. Дружелюбна та мила дівчина, хоч і відрізняється нерішучістю. Дуже незграбна, але це пояснюється її поганим сприйняттям глибини через її одноокість; вона старається впоратися з цим. Айріс має довге темно-зелене волосся оливкового відтінку, заплетене у дві коси, блідо-оливкову шкіру з темними веснянками та велике зелене око.
- Астранова (англ. Astranova, від лат. astra — зірка, лат. nova — наднова) — іншопланетянка, що потрапила на Землю у кометі. Її основна ціль — знайти «свою музику», тобто своє місце у світі. Дещо наївна, але це через те, що вона довго ні з ким не спілкувалася. Вміє левітувати та заставляти предмети та істот літати. Астранова має темно-синю шкіру, сині очі та чорне волосся із срібними пасмами; на відміну від землян, в неї лише по чотири пальці на руках.
- Купідон (англ. C.A. Cupid) — прийомна донька бога кохання Ероса (Купідона). За власними словами, їй «стільки ж років, скільки юному коханню». Перевелася у Школу Монстрів зі Школи Довго та Щасливо. Веде радіопрограму, у якій дає поради у питаннях кохання. Володіє магічним луком та стрілами, які примушують того, в кого вони влучать, закохатися у першого побаченого (але магія діє доти, доки лук не зламано). Купідон має світло-рожеве волосся, рожеві очі та світлу шкіру; її мотиви — «романтичні».
- Гуліопа Джеллінгтон (англ. Gooliope Jellington, від goo — слиз, jelly — желе) — дівчина-монстр невідомого походження (є підозра, що вона з'явилася у результаті експериментів з радіацією: в її очах присутні символи радіаційного зараження). Все своє життя виступала у цирку та заснувала у Школі Монстрів шоу «Шапіто» — «фестиваль дивних недоліків». Часто пересувається методом сальто. Коли нервує або сердиться, то викликає щось на зразок невеликого землетрусу. Гуліопа відрізняється величезним зростом (майже вдвічі вища від більшості учнів), її тіло складається із рожевої желеподібної маси, через що вона надзвичайно гнучка; має кучеряве жовто-червоне волосся та зелені очі.
- Джейн Буліттл (англ. Jane Boolittle, від імені персонажа дитячої літератури — доктора Дулітла (англ. Doctor Dolittle)) — дівчина-монстр невідомого походження, прийомна донька вченого Доктора Буліттла, який знайшов її у джунглях. Джейн надзвичайно сором'язлива, тому що провела більшу частину свого життя далеко від цивілізації та не мала можливості спілкуватися із собі подібними (окрім учасників експедиції її названого батька); навіть потрапивши до Школи Монстрів, використовує свої навички виживання у джунглях. Вміє спілкуватися з тваринами та швидко знаходить спільну мову із улюбленцями учнів, які таємно допомагають своїм власникам. Носить із собою великий посох та лікарську сумку, що може означати, що вона — знахарка. Джейн має світло-лілову шкіру, чорне волосся із темно-рожевими пасмами та світло-блакитні очі. Її домашня тваринка — лінивець Нідлз (англ. Needles).